# Hierges
Hierges és un municipi francès situat al departament de les Ardenes i a la regió del Gran Est. L'any 2007 tenia 207 habitants.

## Demografia

### Població
El 2007 la població de fet de Hierges era de 207 persones. Hi havia 91 famílies de les quals 34 eren unipersonals (15 homes vivint sols i 19 dones vivint soles), 30 parelles sense fills, 23 parelles amb fills i 4 famílies monoparentals amb fills.
La població ha evolucionat segons el següent gràfic:
Habitants censats

### Habitatges
El 2007 hi havia 112 habitatges, 91 eren l'habitatge principal de la família, 7 eren segones residències i 13 estaven desocupats. 105 eren cases i 6 eren apartaments. Dels 91 habitatges principals, 66 estaven ocupats pels seus propietaris, 23 estaven llogats i ocupats pels llogaters i 3 estaven cedits a títol gratuït; 1 tenia una cambra, 5 en tenien dues, 18 en tenien tres, 23 en tenien quatre i 45 en tenien cinc o més. 47 habitatges disposaven pel capbaix d'una plaça de pàrquing. A 48 habitatges hi havia un automòbil i a 30 n'hi havia dos o més.

### Piràmide de població
La piràmide de població per edats i sexe el 2009 era:
| Homes | Edats   | Dones |
| ----- | ------- | ----- |
| 0     | 95 o +  | 0     |
| 0     | 90 a 94 | 0     |
| 0     | 85 a 89 | 0     |
| 0     | 80 a 84 | 0     |
| 8     | 75 a 79 | 12    |
| 8     | 70 a 74 | 8     |
| 8     | 65 a 69 | 12    |
| 4     | 60 a 64 | 4     |
| 8     | 55 a 59 | 8     |
| 4     | 50 a 54 | 4     |
| 12    | 45 a 49 | 8     |
| 8     | 40 a 44 | 4     |
| 0     | 35 a 39 | 8     |
| 4     | 30 a 34 | 8     |
| 12    | 25 a 29 | 8     |
| 4     | 20 a 24 | 0     |
| 0     | 15 a 19 | 4     |
| 4     | 10 a 14 | 8     |
| 0     | 5 a 9   | 8     |
| 4     | 0 a 4   | 4     |

## Economia
El 2007 la població en edat de treballar era de 125 persones, 82 eren actives i 43 eren inactives. De les 82 persones actives 74 estaven ocupades (46 homes i 28 dones) i 10 estaven aturades (6 homes i 4 dones). De les 43 persones inactives 11 estaven jubilades, 11 estaven estudiant i 21 estaven classificades com a «altres inactius».

### Ingressos
El 2009 a Hierges hi havia 94 unitats fiscals que integraven 227,5 persones, la mediana anual d'ingressos fiscals per persona era de 13.264 €.

### Activitats econòmiques
Dels 11 establiments que hi havia el 2007, 1 era d'una empresa de fabricació de material elèctric, 3 d'empreses de fabricació d'altres productes industrials, 1 d'una empresa de construcció, 4 d'empreses de comerç i reparació d'automòbils, 1 d'una empresa d'hostatgeria i restauració i 1 d'una empresa de serveis.
Dels 3 establiments de servei als particulars que hi havia el 2009, 1 era un paleta i 2 restaurants.

## Poblacions més properes
El següent diagrama mostra les poblacions més properes.